# SV Dalfsen
Dernière mise à jour : 22 décembre 2017.
Le SV Dalfsen (ou Morrenhof Jansen Dalfsen selon le nom de son sponsor actuel) est un club néerlandais féminin de handball situé à Dalfsen, fondé en 2009. 
La section féminine, qui évolue en première division, a notamment remporté le championnat des Pays-Bas en 2011, 2012, 2013, 2014, 2015 et 2016.

## Palmarès
compétitions internationales
- quart-de-finaliste de la coupe Challenge en 2010

compétitions nationales
- champion des Pays-Bas en 2011, 2012, 2013, 2014, 2015 et 2016
- vainqueur de la coupe des Pays-Bas en 2012, 2013, 2014, 2015 et 2017
- vainqueur de la Supercoupe des Pays-Bas en 2011, 2012, 2013, 2014, 2015 et 2017

## Joueuses historiques
| - Debbie Bont - Kelly Dulfer - Lynn Knippenborg - Isabelle Jongenelen | - Lynn Knippenborg - Fabienne Logtenberg - Angela Malestein - Esther Schop | - Martine Smeets - Angela Steenbakkers - Sharina van Dort |